# Two Cops 2
Série
Two Cops
(1993) Two Cops 3
(1998)
Pour plus de détails, voir Fiche technique et Distribution.
Two Cops 2 (투캅스 2) est un film sud-coréen réalisé par Kang Woo-seok, sorti en 1996.

## Synopsis
Jo Yoon-soo a pris sa retraite. Désormais c'est l'inspecteur Kang Min-ho qui est le vétéran et qui doit collaborer avec une jeune recrue, Lee Hyeong-gu.

## Fiche technique
- Titre : Two Cops 2
- Titre original : 투캅스 2
- Réalisation : Kang Woo-seok
- Scénario : Kim Seong-hong
- Photographie : Shin Ok-hyun
- Montage : Kim Hyeon
- Production : Kang Woo-seok
- Société de production : CJ Entertainment et Kang Woo-seok Productions
- Pays :  Corée du Sud
- Genre : Comédie policière et action
- Durée : 117 minutes
- Dates de sortie : 
  -  Corée du Sud : 4 mai 1996

## Distribution
- Park Joong-hoon : l'inspecteur Kang Min-ho
- Kim Bo-sung : l'inspecteur Lee Hyeong-gu
- Kang Seong-jin : Chok-sae
- Ji Soo-won : Soo-won, l'épouse de Kang Min-ho
- Kim Ye-rin : Mi-ra
- Yang Taek-jo : le chef de la police
- Jo Hyeong-gi : le détective Ma
- Han Seong-sik : Kang Dae-do

## Distinctions
Le film a reçu le Prix du public dans le cadre des Blue Dragon Film Awards.